# Jean-Emmanuel Van den Bussche
Pour les articles homonymes, voir Van den Bussche.
Joannes Emmanuel Van den Bussche, francisé en Jean-Emmanuel Van den Bussche, est un peintre belge né à Anvers le 24 décembre 1837 et mort à Watermael-Boitsfort le 15 août 1908.

## Œuvres

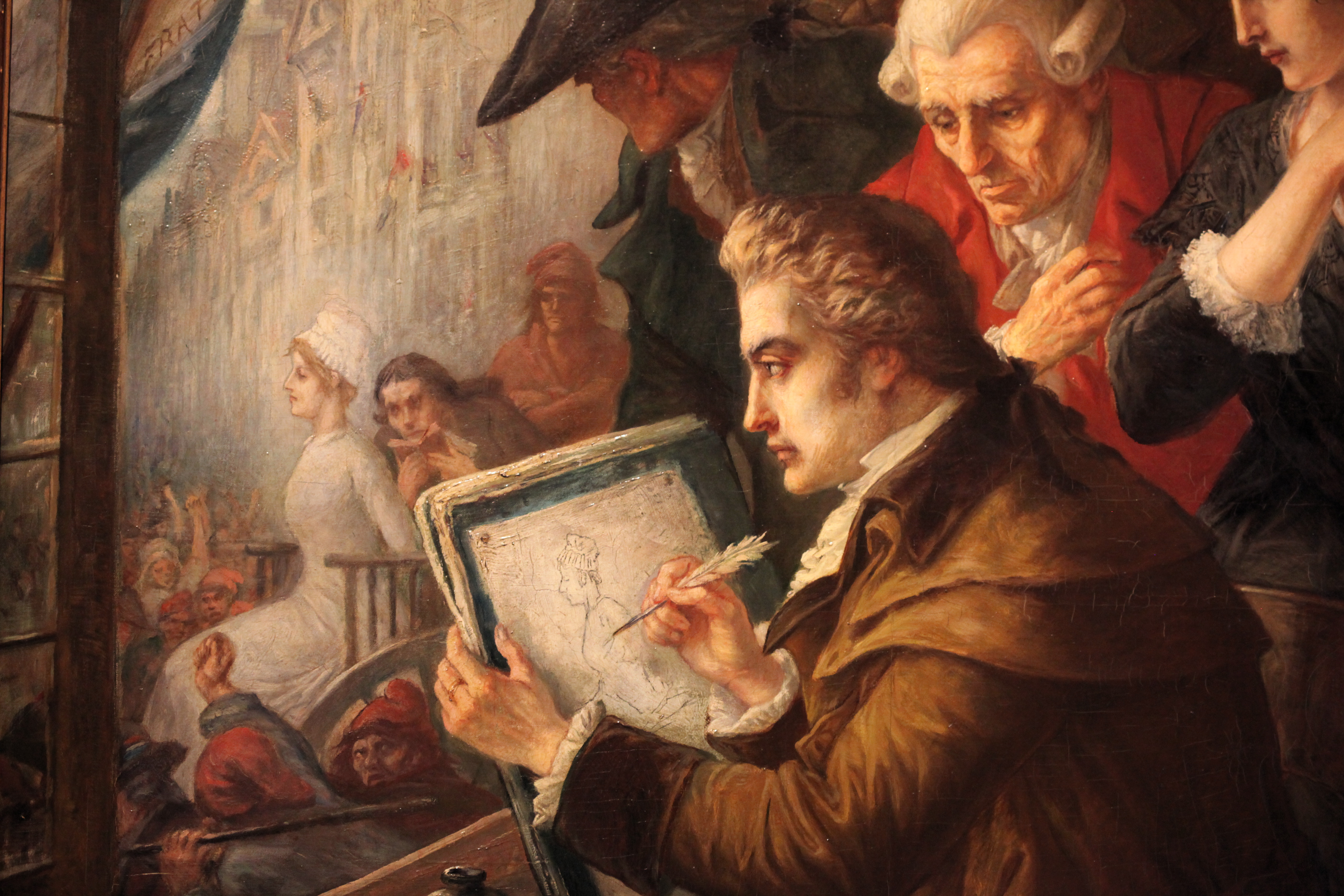
Le peintre David dessinant Marie-Antoinette conduite au supplice, 1793 (1900), Vizille, musée de la Révolution française.

- Le peintre David dessinant Marie-Antoinette conduite au supplice, 1793 (1900), Vizille, musée de la Révolution française.
- Décoration de l'église de Champion, dont La vie de Sainte-Catherine (1878)[1].
- La Fontaine d'Amour dans la vallée de Josaphat, salle des mariages de l'hôtel de ville de Schaerbeek (1887)[1].
- En 1895, quatre grands panneaux décoratifs de la nouvelle poste de Bruxelles : Charles-Quint recevant le serment de J.B. de Tour et Taxis, Arrivée à Anvers d'un steamer postal du Congo, L'union postale universelle et Charlemagne institue les postes de son empire[1].

## Hommages
La commune de Schaerbeek, où il habitait au 247, rue Rogier, a donné son nom à une rue.